# Kurtscheid
Kurtscheid település Németországban, Rajna-vidék-Pfalz tartományban. Lakosainak száma 1026 fő (2023. december 31.).

## Népesség
A település népességének változása:
| Lakosok száma | 851  | 952  | 946  | 940  | 976  | 997  | 1026 |
|               | 1975 | 2015 | 2017 | 2019 | 2021 | 2022 | 2023 |